# داریگا شکیموا
داریگا شکیموا (انگلیسی: Dariga Shakimova؛ زادهٔ ۲۰ نوامبر ۱۹۸۸) بوکسور اهل قزاقستان است.
وی در مسابقات کشوری و بین‌المللی در مجموع برندهٔ ۲ مدال طلا، ۵ مدال برنز شده‌است.